# لوری آلن
لوری آلن (انگلیسی: Lori Alan؛ زادهٔ ۱۸ ژوئیهٔ ۱۹۶۶) یک هنرپیشه و صداپیشه اهل ایالات متحده آمریکا است. وی از سال ۱۹۹۳ میلادی تاکنون مشغول فعالیت بوده‌است.او در نقش پرل دختر آقای خرچنگ در سریال باب اسفنجی شلوار مکعبی بوده است.

## گزیده فیلمشناسی
از فیلم‌ها یا برنامه‌های تلویزیونی که وی در آن نقش داشته‌است می‌توان به آثار زیر اشاره کرد.
- کارآگاه راکفورد (۱۹۹۴)
- ازدواج مقدس (۱۹۹۴)
- بدون پسران زندگی معنا ندارد (۱۹۹۵)
- پدر عروس ۲ (۱۹۹۵)
- کتاب کمیک: فیلم (۲۰۰۴)
- فیلم باب‌اسفنجی شلوارمکعبی (۲۰۰۴)
- استووی گریفن: داستان ناگفته
- وال-ئی (۲۰۰۸)
- ابری با احتمال بارش کوفته‌قلقلی (فیلم) (۲۰۰۹)
- داستان اسباب‌بازی ۳ (۲۰۱۰)
- ریزه میزه (فیلم) (۲۰۱۱)
- رکس پارتی جور کن (۲۰۱۲)
- دانشگاه هیولاها (۲۰۱۳)
- من نفرت‌انگیز ۲ (۲۰۱۳)
- فیلم باب‌اسفنجی: اسفنج بیرون از آب (۲۰۱۵)
- درون و بیرون (فیلم ۲۰۱۵) (۲۰۱۵)
- مینیون‌ها (۲۰۱۵)
- من نفرت‌انگیز ۳ (۲۰۱۷)
- داستان اسباب‌بازی ۴ (۲۰۱۹)
- فیلم باب‌اسفنجی: اسفنج در حال فرار (۲۰۲۰)
- هی آرنولد! (۱۹۹۷–۱۹۹۹, ۲۰۰۱)
- یاکو و واکو (۱۹۹۸)
- مرد خانواده (۱۹۹۹–۲۰۰۲, ۲۰۰۵–۲۰۱۰)
- جانی براوو (۱۹۹۹)
- باب‌اسفنجی شلوارمکعبی (1999–اکنون)
- ویل و گریس (۲۰۰۱)
- افسون‌شده (۲۰۰۲)
- سابرینا جادوگر نوجوان ۲۰۰۲()
- دوستان (مجموعه تلویزیونی) (۲۰۰۳)
- شش فوت زیر زمین (۲۰۰۳)
- سی‌اس‌آی (۲۰۰۵)
- روزهای زندگی ما (۲۰۰۸)
- چاک (مجموعه تلویزیونی) (۲۰۰۹)
- ۹۰۲۱۰ (مجموعه تلویزیونی) (۲۰۱۰)
- فیوچراما (۲۰۱۰)
- موش‌های آزمایشگاهی (۲۰۱۲)
- استخوان‌ها (مجموعه تلویزیونی) (۲۰۱۲)
- ری داناوان (۲۰۱۳)
- پزشکان قهرمان (۲۰۱۳)
- کسل (مجموعه تلویزیونی) (۲۰۱۴)
- آناتومی گری (مجموعه تلویزیونی) (۲۰۱۴)